# Gran Premio di superbike di Donington 2000
Il Gran Premio di superbike di Donington 2000 è stato la quarta prova su tredici del campionato mondiale Superbike 2000, disputato il 14 maggio sul circuito di Donington Park, ha visto la vittoria di Colin Edwards in gara 1, mentre la gara 2 è stata vinta da Neil Hodgson.
La vittoria nella gara valevole per il campionato mondiale Supersport è stata invece ottenuta da Stéphane Chambon. La gara del campionato Europeo della classe Superstock viene vinta da Chris Vermeulen.

## Risultati

### Gara 1

#### Arrivati al traguardo[5]
| Pos. | Nº  | Pilota               | Squadra              | Motocicletta      | Giri | Tempo     | Griglia | Punti |
| ---- | --- | -------------------- | -------------------- | ----------------- | ---- | --------- | ------- | ----- |
| 1º   | 2   | Colin Edwards        | Castrol Honda        | Honda VTR1000     | 25   | 39:26.879 | 1º      | 25    |
| 2º   | 7   | Pierfrancesco Chili  | Suzuki Alstare       | Suzuki GSX R750   | 25   | +0:01.079 | 2º      | 20    |
| 3º   | 48  | Neil Hodgson         | INS - GSE Racing     | Ducati            | 25   | +0:06.177 | 4º      | 16    |
| 4º   | 41  | Noriyuki Haga        | Yamaha WSBK          | Yamaha YZF R7     | 25   | +0:09.877 | 7º      | 13    |
| 5º   | 49  | Chris Walker         | National Tyres Clar. | Suzuki GSX R750   | 25   | +0:12.295 | 5º      | 11    |
| 6º   | 45  | James Haydon         | Revè Red Bull        | Ducati RS 996     | 25   | +0:12.845 | 8º      | 10    |
| 7º   | 4   | Akira Yanagawa       | Kawasaki Racing      | Kawasaki ZX 7RR   | 25   | +0:14.685 | 3º      | 9     |
| 8º   | 3   | Troy Corser          | Aprilia Axo          | Aprilia RSV 1000  | 25   | +0:18.577 | 9º      | 8     |
| 9º   | 111 | Aaron Slight         | Castrol Honda        | Honda VTR1000     | 25   | +0:20.906 | 13º     | 7     |
| 10º  | 47  | John Reynolds        | Revè Red Bull        | Ducati RS 996     | 25   | +0:22.696 | 6º      | 6     |
| 11º  | 6   | Gregorio Lavilla     | Kawasaki Racing      | Kawasaki ZX 7RR   | 25   | +0:44.101 | 14º     | 5     |
| 12º  | 43  | Steve Hislop         | Virgin Mobile Yamaha | Yamaha            | 25   | +0:48.580 | 11º     | 4     |
| 13º  | 33  | Robert Ulm           | Gerin WSBK           | Ducati 996 RS2000 | 25   | +0:51.739 | 21º     | 3     |
| 14º  | 13  | Andreas Meklau       | Gerin WSBK           | Ducati 996 RS2000 | 25   | +0:51.792 | 20º     | 2     |
| 15º  | 155 | Ben Bostrom          | Ducati Infostrada    | Ducati 996        | 25   | +0:57.757 | 12º     | 1     |
| 16º  | 39  | Alessandro Gramigni  | Valli Racing 391     | Yamaha R7         | 25   | +1:04.794 | 24º     |       |
| 17º  | 30  | Alessandro Antonello | Aprilia Axo          | Aprilia RSV 1000  | 25   | +1:07.470 | 26º     |       |
| 18º  | 18  | Markus Barth         | Alpha Technik Yamaha | Yamaha R7         | 25   | +1:11.820 | 19º     |       |
| 19º  | 35  | Giovanni Bussei      | Kawasaki Bertocchi   | Kawasaki ZX 7RR   | 25   | +1:23.429 | 25º     |       |
| 20º  | 20  | Marco Borciani       | Pedercini            | Ducati RS 996     | 25   | +1:27.926 | 28º     |       |
| 21º  | 46  | Mauro Sanchini       | Pedercini            | Ducati RS 996     | 25   | +1:28.770 | 29º     |       |
| 22º  | 28  | Jürgen Oelschläger   | Alpha Technik Yamaha | Yamaha R7         | 25   | +1:30.569 | 27º     |       |
| 23º  | 38  | Lance Isaacs         | Ducati NCR           | Ducati RS 996     | 25   | +1:31.046 | 30º     |       |
| 24º  | 15  | Igor Antonelli       | Kawasaki Bertocchi   | Kawasaki ZX 7RR   | 24   | +1 giro   | 31º     |       |
| 25º  | 69  | Jonnie Ekerold       | White Endurance      | Honda VTR1000     | 24   | +1 giro   | 33º     |       |
| 26º  | 24  | Vladimír Karban      | Karban Racing        | Suzuki GSX R750   | 23   | +2 giri   | 34º     |       |

#### Non classificato
| Nº | Pilota               | Squadra     | Motocicletta  | Giri | Griglia |
| -- | -------------------- | ----------- | ------------- | ---- | ------- |
| 10 | Vittoriano Guareschi | Yamaha WSBK | Yamaha YZF R7 | 10   | 18º     |

#### Ritirati
| Nº  | Pilota               | Squadra              | Motocicletta      | Giri | Griglia |
| --- | -------------------- | -------------------- | ----------------- | ---- | ------- |
| 32  | Massimo De Silvestro | Kawasaki Bertocchi   | Kawasaki ZX 7RR   | 16   | 35º     |
| 42  | John Crawford        | National Tyres Clar. | Suzuki GSX R750   | 14   | 16º     |
| 11  | Lucio Pedercini      | Pedercini            | Ducati RS 996     | 10   | 23º     |
| 12  | Haruchika Aoki       | R & D Bieffe         | Ducati RS 996     | 10   | 15º     |
| 44  | Claude-Alain Jäggi   | Philippe Coulon      | Honda VTR1000     | 7    | 36º     |
| 113 | Paolo Blora          | Pacific              | Ducati 996 RS2000 | 5    | 32º     |
| 22  | Luca Cadalora        | Ducati Infostrada    | Ducati 996        | 5    | 17º     |
| 19  | Juan Borja           | Ducati NCR           | Ducati RS 996     | 3    | 10º     |
| 9   | Katsuaki Fujiwara    | Suzuki Alstare       | Suzuki GSX R750   | 1    | 22º     |

### Gara 2

#### Arrivati al traguardo[6]
| Pos. | Nº  | Pilota               | Squadra              | Motocicletta      | Giri | Tempo     | Griglia | Punti |
| ---- | --- | -------------------- | -------------------- | ----------------- | ---- | --------- | ------- | ----- |
| 1º   | 48  | Neil Hodgson         | INS - GSE Racing     | Ducati            | 25   | 39:32.446 | 4º      | 25    |
| 2º   | 49  | Chris Walker         | National Tyres Clar. | Suzuki GSX R750   | 25   | +0:00.830 | 5º      | 20    |
| 3º   | 7   | Pierfrancesco Chili  | Suzuki Alstare       | Suzuki GSX R750   | 25   | +0:02.746 | 2º      | 16    |
| 4º   | 41  | Noriyuki Haga        | Yamaha WSBK          | Yamaha YZF R7     | 25   | +0:05.854 | 7º      | 13    |
| 5º   | 4   | Akira Yanagawa       | Kawasaki Racing      | Kawasaki ZX 7RR   | 25   | +0:10.215 | 3º      | 11    |
| 6º   | 45  | James Haydon         | Revè Red Bull        | Ducati RS 996     | 25   | +0:22.342 | 8º      | 10    |
| 7º   | 111 | Aaron Slight         | Castrol Honda        | Honda VTR1000     | 25   | +0:25.216 | 13º     | 9     |
| 8º   | 155 | Ben Bostrom          | Ducati Infostrada    | Ducati 996        | 25   | +0:26.064 | 12º     | 8     |
| 9º   | 13  | Andreas Meklau       | Gerin WSBK           | Ducati 996 RS2000 | 25   | +0:38.512 | 20º     | 7     |
| 10º  | 12  | Haruchika Aoki       | R & D Bieffe         | Ducati RS 996     | 25   | +0:38.713 | 15º     | 6     |
| 11º  | 30  | Alessandro Antonello | Aprilia Axo          | Aprilia RSV 1000  | 25   | +0:43.755 | 26º     | 5     |
| 12º  | 42  | John Crawford        | National Tyres Clar. | Suzuki GSX R750   | 25   | +0:59.001 | 16º     | 4     |
| 13º  | 9   | Katsuaki Fujiwara    | Suzuki Alstare       | Suzuki GSX R750   | 25   | +1:04.022 | 22º     | 3     |
| 14º  | 10  | Vittoriano Guareschi | Yamaha WSBK          | Yamaha YZF R7     | 25   | +1:04.278 | 18º     | 2     |
| 15º  | 39  | Alessandro Gramigni  | Valli Racing 391     | Yamaha R7         | 25   | +1:04.404 | 24º     | 1     |
| 16º  | 18  | Markus Barth         | Alpha Technik Yamaha | Yamaha R7         | 25   | +1:05.127 | 19º     |       |
| 17º  | 22  | Luca Cadalora        | Ducati Infostrada    | Ducati 996        | 25   | +1:18.174 | 17º     |       |
| 18º  | 46  | Mauro Sanchini       | Pedercini            | Ducati RS 996     | 25   | +1:23.498 | 29º     |       |
| 19º  | 20  | Marco Borciani       | Pedercini            | Ducati RS 996     | 25   | +1:24.036 | 28º     |       |
| 20º  | 38  | Lance Isaacs         | Ducati NCR           | Ducati RS 996     | 25   | +1:36.693 | 30º     |       |

#### Ritirati
| Nº | Pilota               | Squadra              | Motocicletta      | Giri | Griglia |
| -- | -------------------- | -------------------- | ----------------- | ---- | ------- |
| 35 | Giovanni Bussei      | Kawasaki Bertocchi   | Kawasaki ZX 7RR   | 22   | 25º     |
| 47 | John Reynolds        | Revè Red Bull        | Ducati RS 996     | 20   | 6º      |
| 33 | Robert Ulm           | Gerin WSBK           | Ducati 996 RS2000 | 17   | 21º     |
| 28 | Jürgen Oelschläger   | Alpha Technik Yamaha | Yamaha R7         | 14   | 27º     |
| 2  | Colin Edwards        | Castrol Honda        | Honda VTR1000     | 11   | 1º      |
| 11 | Lucio Pedercini      | Pedercini            | Ducati RS 996     | 10   | 23º     |
| 19 | Juan Borja           | Ducati NCR           | Ducati RS 996     | 9    | 10º     |
| 6  | Gregorio Lavilla     | Kawasaki Racing      | Kawasaki ZX 7RR   | 9    | 14º     |
| 43 | Steve Hislop         | Virgin Mobile Yamaha | Yamaha            | 8    | 11º     |
| 15 | Igor Antonelli       | Kawasaki Bertocchi   | Kawasaki ZX 7RR   | 7    | 31º     |
| 44 | Claude-Alain Jäggi   | Philippe Coulon      | Honda VTR1000     | 7    | 36º     |
| 69 | Jonnie Ekerold       | White Endurance      | Honda VTR1000     | 7    | 33º     |
| 32 | Massimo De Silvestro | Kawasaki Bertocchi   | Kawasaki ZX 7RR   | 5    | 35º     |
| 24 | Vladimír Karban      | Karban Racing        | Suzuki GSX R750   | 4    | 34º     |
| 3  | Troy Corser          | Aprilia Axo          | Aprilia RSV 1000  | 2    | 9º      |

### Supersport

#### Arrivati al traguardo
| Pos. | Nº | Pilota                | Squadra              | Motocicletta     | Giri | Tempo     | Punti |
| ---- | -- | --------------------- | -------------------- | ---------------- | ---- | --------- | ----- |
| 1º   | 1  | Stéphane Chambon      | Suzuki Alstare       | Suzuki GSX R 600 | 23   | 37'46.693 | 25    |
| 2º   | 69 | James Whitham         | Yamaha Belgarda      | Yamaha YZF R6    | 23   | +5.305    | 20    |
| 3º   | 4  | Jörg Teuchert         | Alpha Technik Yamaha | Yamaha YZF R6    | 23   | +7.192    | 16    |
| 4º   | 12 | Andrew Pitt           | Kawasaki Racing      | Kawasaki ZX 6R   | 23   | +7.507    | 13    |
| 5º   | 29 | Christer Lindholm     | Dee Cee Jeans Racing | Yamaha R6        | 23   | +9.645    | 11    |
| 6º   | 2  | Iain MacPherson       | Kawasaki Racing      | Kawasaki ZX 6R   | 23   | +11.688   | 10    |
| 7º   | 6  | Christian Kellner     | Alpha Technik Yamaha | Yamaha YZF R6    | 23   | +12.100   | 9     |
| 8º   | 15 | Paolo Casoli          | Ducati Infostrada    | Ducati 748       | 23   | +19.942   | 8     |
| 9º   | 14 | Christophe Cogan      | BKM Racing           | Yamaha R6        | 23   | +22.656   | 7     |
| 10º  | 17 | Pere Riba             | Castrol Honda        | Honda CBR 600 F  | 23   | +26.983   | 6     |
| 11º  | 21 | Massimo Meregalli     | Yamaha Belgarda      | Yamaha YZF R6    | 23   | +31.319   | 5     |
| 12º  | 18 | Vittorio Iannuzzo     | Lorenzini-T.Italia   | Yamaha R6        | 23   | +38.785   | 4     |
| 13º  | 22 | Werner Daemen         | Yamaha Belgium       | Yamaha R6        | 23   | +42.792   | 3     |
| 14º  | 3  | Piergiorgio Bontempi  | D.C.R. Pirelli       | Ducati 748 R     | 23   | +43.699   | 2     |
| 15º  | 55 | Norino Brignola       | Lorenzini-T.Italia   | Yamaha R6        | 23   | +47.151   | 1     |
| 16º  | 16 | Sébastien Charpentier | Honda France Elf     | Honda CBR 600    | 23   | +49.561   |       |
| 17º  | 35 | Shinya Takeishi       | Castrol Honda        | Honda CBR 600 F  | 23   | +51.325   |       |
| 18º  | 23 | Davide Bulega         | Gi Motorsport        | Yamaha R6        | 23   | +51.480   |       |
| 19º  | 43 | Stuart Wickens        | B & H Racing         | Yamaha           | 23   | +51.992   |       |
| 20º  | 25 | Igor Jerman           | TDC Desenzano Corse  | Ducati 748 RS    | 23   | +54.072   |       |
| 21º  | 24 | Maurizio Prattichizzo | Gi Motorsport        | Yamaha R6        | 23   | +55.137   |       |

#### Ritirati
| Nº | Pilota               | Squadra              | Motocicletta   | Giri |
| -- | -------------------- | -------------------- | -------------- | ---- |
| 20 | Karl Harris          | Metalsistem Endoug   | Suzuki GSX 600 | 15   |
| 34 | Yves Briguet         | D.F.X. Racing        | Ducati 748     | 15   |
| 19 | Walter Tortoroglio   | D.F.X. Racing        | Ducati 748     | 14   |
| 10 | William Costes       | Honda France Elf     | Honda CBR 600  | 14   |
| 31 | Karl Muggeridge      | Ten Kate Honda       | Honda CBR 600  | 13   |
| 28 | Michele Malatesta    | TDC Desenzano Corse  | Ducati 748 RS  | 11   |
| 40 | Kevin Curtain        | BKM Racing           | Yamaha R6      | 9    |
| 8  | Cristiano Migliorati | Metalsistem Endoug   | Suzuki GSX 600 | 7    |
| 39 | Nigel Arnold         | Ten Kate Honda       | Honda CBR 600  | 6    |
| 5  | Rubén Xaus           | Ducati Infostrada    | Ducati 748 RS  | 6    |
| 99 | Fabien Foret         | D.C.R. Pirelli       | Ducati 748 R   | 5    |
| 9  | Wilco Zeelenberg     | Dee Cee Jeans Racing | Yamaha R6      | 2    |
| 26 | Kyro Verstraeten     | Yamaha Belgium       | Yamaha R6      | 2    |
| 70 | Phil Giles           | Monza Corse          | Suzuki GSX 600 | 1    |

### Superstock

#### Arrivati al traguardo
| Pos. | Nº | Pilota               | Squadra              | Motocicletta     | Giri | Tempo     | Punti |
| ---- | -- | -------------------- | -------------------- | ---------------- | ---- | --------- | ----- |
| 1º   | 48 | Chris Vermeulen      | Sanyo First National | Honda 900 CBR    | 15   | 24'49.711 | 25    |
| 2º   | 45 | Chris Burns          | Redwood Racing       | Yamaha R1        | 15   | +8.213    | 20    |
| 3º   | 8  | James Ellison        | Ten Kate Young Guns  | Honda 900 CBR    | 15   | +11.726   | 16    |
| 4º   | 37 | Barry Veneman        | Dee Cee Jeans R.T.   | Yamaha R1        | 15   | +17.076   | 13    |
| 5º   | 47 | Jamie Morley         | Implas Motorsport    | Suzuki GSX R 750 | 15   | +20.585   | 11    |
| 6º   | 77 | Olivier Four         | Star Moto            | Suzuki GSX R 750 | 15   | +28.414   | 10    |
| 7º   | 43 | Ben Askew            | Implas Motorsport    | Suzuki GSX R 750 | 15   | +35.109   | 9     |
| 8º   | 44 | Francisco Riquelme   | Aprilia Desmo Racing | Aprilia RSV R    | 15   | +40.041   | 8     |
| 9º   | 7  | Fabrizio Pellizzon   | Organize Racing      | Aprilia RSV R    | 15   | +40.741   | 7     |
| 10º  | 2  | Daniel Oliver        | Martin Racing        | Aprilia RSV R    | 15   | +41.107   | 6     |
| 11º  | 5  | Paul Notman          | Speedline NRG        | Honda 900 CBR    | 15   | +46.924   | 5     |
| 12º  | 9  | Stephane Jond        | Fratelli Team        | Suzuki GSX R 750 | 15   | +55.509   | 4     |
| 13º  | 72 | Steven Casaer        | Yamaha Belgium       | Yamaha R1        | 15   | +55.967   | 3     |
| 14º  | 19 | Alessandro Scorta    | Gimotor Sport Light  | Yamaha R1        | 15   | +57.040   | 2     |
| 15º  | 42 | Benny Jerzenbeck     | Steinhausen Racing   | Suzuki GSX R 750 | 15   | +1'00.049 | 1     |
| 16º  | 21 | Koen Vleugels        | KS Racing            | Yamaha R1        | 15   | +1'02.773 |       |
| 17º  | 3  | Dario Tosolini       | TDC Desenzano Corse  | Suzuki GSX R 750 | 15   | +1'06.436 |       |
| 18º  | 34 | Didier Van Keymeulen | BKM Racing           | Yamaha R1        | 15   | +1'07.395 |       |
| 19º  | 14 | Raffaello Fabbroni   | Rumi                 | Honda 900 CBR    | 15   | +1'09.478 |       |
| 20º  | 27 | Rudy Servol          | TRS Team Rudy Servol | Honda 900 CBR    | 15   | +1'10.337 |       |
| 21º  | 28 | Giacomo Romanelli    | TDC Desenzano Corse  | Suzuki GSX R 750 | 15   | +1'10.511 |       |
| 22º  | 39 | Massimo Bisconti     | Ghelfi               | Honda 900 CBR    | 15   | +1'22.554 |       |
| 23º  | 16 | Simone Suzzi         | FBC Racing           | Aprilia RSV R    | 15   | +1'27.482 |       |
| 24º  | 88 | Marty Nutt           | Nutt Aprilia UK      | Aprilia RSV R    | 15   | +1'33.849 |       |
| 25º  | 6  | Dominique Duchene    | Green Kawasaki       | Kawasaki ZX 9R   | 15   | +1'40.750 |       |
| 26º  | 69 | Yann Gyger           | White Endurance      | Honda 900 CBR    | 14   | +1 giro   |       |
| 27º  | 20 | Roberto Ciroldi      | Ghelfi               | Honda 900 CBR    | 14   | +1 giro   |       |
| 28º  | 31 | Gianluigi Vallisari  | Racing T. Gabrielli  | Aprilia RSV R    | 14   | +1 giro   |       |

#### Ritirati
| Nº | Pilota             | Squadra              | Motocicletta     | Giri |
| -- | ------------------ | -------------------- | ---------------- | ---- |
| 18 | Niklas Carlberg    | Calberg Racing Swe   | Yamaha R1        | 13   |
| 22 | Steve Brogan       | Rumi                 | Honda 900 CBR    | 9    |
| 49 | Benjamin Nabert    | Green Speed          | Kawasaki ZX 9R   | 9    |
| 17 | Frederic Jond      | Fratelli Team        | Honda 900 CBR    | 9    |
| 23 | Michael Weynand    | Keller Corsa         | Yamaha R1        | 8    |
| 11 | Katja Poensgen     | Suzuki Alstare       | Suzuki GSX R 750 | 7    |
| 54 | Markus Wegscheider | Suzuki Stefan Scmidt | Suzuki GSX R 750 | 6    |
| 51 | Kelvin Reilly      | KR Racing            | Yamaha R1        | 3    |